# Hoverkruus
Het Hoverkruus is een kruiskapel in Ell in de Nederlandse gemeente Leudal. De kapel staat op de hoek van de Meidoornstraat met de Niesstraat in het noordwesten van het dorp.
Op ongeveer 200 meter naar het zuiden staat de Kruiskapel en op ongeveer 460 meter naar het oosten staat de Paulskapel.
De kapel is gewijd aan het kruis.
Voor de kapel staan twee lindebomen.

## Gebouw
De wit geschilderde bakstenen kapel is opgetrokken op een rechthoekig plattegrond en wordt gedekt door een zadeldak. De op een gecementeerd basement staande kapel bestaat uit een achtermuur en aan de voorzijde twee bakstenen kolommen. Aan de voorzijde en zijkanten zijn de openingen afgesloten met traliewerk. Aan de voorzijde is onder de dakrand van hout een driebladboog aangebracht. Aan de achterwand is een groot houten kruis bevestigd met hierop een corpus.